# Phoracantha ancoralis
Phoracantha ancoralis là một loài bọ cánh cứng trong họ Cerambycidae.